# Pont Saint-Samson
Le pont Saint-Samson (en russe : Сампсониевский мост), connu de 1918 à 1993 sous le nom de Pont de la Liberté (мост Свобо́ды), est un viaduc de sept travées qui traverse la Grande Nevka à Saint-Pétersbourg. 

## Description
Il se trouve dans le district de Vyborg. Il est construit en granit et en acier et a ouvert en 1806. 
Sur le côté de l'île Petrogradsky, à la confluence de la Neva, se trouve l'école navale militaire Nakhimov et, sur le quai d'en face, se trouve le célèbre croiseur Aurore (aujourd'hui navire-musée) qui, avec son coup de canon, a permis l'assaut sur le palais d'Hiver. 
Du côté opposé, il y a l'Hôtel historique Saint-Pétersbourg (anciennement Leningrad), l'Institut central de recherche sur les armes sous-marines maritimes, à savoir la torpille « Gidropribor » Sp A et la maison de Ludvig Nobel.